# Albalatillo
Albalatillo es un municipio de la provincia de Huesca (España), a 6 km de Sariñena, capital de la comarca de Los Monegros, ubicado en la confluencia de los ríos Alcanadre y Flumen.
La principal actividad de esta localidad es la agrícola-ganadera. Las construcciones de dos o tres plantas y de amplios patios conservan un aire del pasado árabe del lugar.
Dentro del casco urbano, se encuentra la iglesia parroquial que está dedicada a San Andrés, construida a mediados del siglo XVIII, en un estilo barroco clasicista. Se trata de una iglesia de planta de cruz latina, de una nave con crucero, recientemente restaurada.
En las inmediaciones se puede encontrar una modesta joya del gótico, la ermita de Nuestra Señora de la Xarea, levantada en el siglo XIV, en piedra y mampostería. En su interior alberga un sarcófago, en el que hay una escultura medieval yacente de un caballero, que probablemente se trate del Señor de Biota. En los alrededores de la ermita pueden apreciarse lo que probablemente sean restos de piedras sillares de la atalaya que pudo haber en el promontorio.

## Demografía
Albalatillo cuenta con una población de 211 habitantes (INE 2024).
| Gráfica de evolución demográfica de Albalatillo entre 1842 y 2021                                                   |
| |
| Población de derecho según los censos de población del INE Población de hecho según los censos de población del INE |

| Nacionalidad | Hombres | Mujeres | Total | %     | Proporción |
| ------------ | ------- | ------- | ----- | ----- | ---------- |
| Española     | 84      | 65      | 149   | 73.0% |            |
| Extranjera   | 26      | 29      | 55    | 27.0% |            |

El drama de la despoblación rural ha golpeado duramente a los pueblos en esta comarca, como en tantas otras, emigración que ha ido a parar a ciudades como Zaragoza o Barcelona.
Fuente: Instituto Nacional de Estadística

## Administración y política
| Período   | Alcalde                  | Partido |  |
| --------- | ------------------------ | ------- |  |
| 1979-1983 | Ignacio Ballarín Marcial | UCD     |  |
| 1983-1987 |                          |         |  |
| 1987-1991 |                          |         |  |
| 1991-1995 |                          |         |  |
| 1995-1999 |                          |         |  |
| 1999-2003 |                          |         |  |
| 2003-2007 | Ignacio Lasierra Asín    | PAR     |  |
| 2007-2011 | José Andrés Casaña Luna  | PAR     |  |
| 2011-2015 | José Andrés Casaña Luna  | PAR     |  |
| 2015-2019 | José Andrés Casaña Luna  | PAR     |  |

| Partido político    | Partido político                                   | 2003   | 2007   | 2011   | 2015   |
| Partido político    | Partido político                                   | Ediles | Ediles | Ediles | Ediles |
|                     | Partido Aragonés (PAR)                             | 6      | 5      | 5      | 5      |
|                     | Partido de los Socialistas de Aragón (PSOE-Aragón) | 1      | 2      | —      | —      |
| Total de concejales | Total de concejales                                | 7      | 7      | 5      | 5      |

## Fiestas
- 20 de julio, en honor a Santa Margarita.
- 30 de noviembre, en honor a San Andrés.

## Economía

### Evolución de la deuda viva municipal
| Gráfica de evolución de Deuda viva del Ayuntamiento de Albalatillo entre 2008 y 2019                                |
| |
| Deuda viva del Ayuntamiento de Albalatillo en miles de Euros según datos del Ministerio de Hacienda y Ad. Públicas. |